# Тюнни, Александр Ионосович
Александр Ионосович (Ионессович) Тюнни, (фин. Aleksanteri Tynni) (1 (13) февраля 1887, Загвоздка, Российская империя — 18 мая 1919, Копорье, РСФСР) — командир Западно-Ингерманландского батальона в ходе наступления Северного корпуса на Петроград весной 1919 года.

## Биография
Ингерманландец. Родился 1 (13) февраля 1877 года в деревне Малая Загвоздка (фин. Ala-Sakoska) лютеранского прихода Колппана Царскосельского уезда Санкт-Петербургской губернии в зажиточной крестьянской семье. Его родители: Йоонас Иванович Тюнни и София Габриелевна, урождённая Маннинен. Старший брат — журналист, писатель, председатель Временного комитета управления Ингерманландии Каапре Тюнни (07.07.1877—03.02.1953).
В 1904 году, после окончания Гатчинской городской пятиклассной школы, поступил в Колпанскую учительскую семинарию, но в ноябре 1905 года оставил учёбу в семинарии и выдержал экзамен на должность учителя перед экзаменационной комиссией Петербургского учебного округа. Затем учился на Черняевских курсах в Санкт-Петербурге.
С 1908 по 1911 год работал учителем в деревне Лядино Царскосельского уезда Санкт-Петербургской губернии. С 1911 года — школьный учитель в деревне Погост того же уезда.
В сентябре 1914 года был призван в армию, в запасной батальон. В мае 1915 года был направлен в Первую Петроградскую военную школу, произвёден в старшие унтер-офицеры, а затем — в прапорщики. В сентябре 1915 года был направлен в 207-й пехотный Новобаязетский полк.
14 января 1916 года был назначен командиром роты. 25 мая 1917 года был награждён Георгиевским оружием. 6 июля 1917 года произведён в штабс-капитаны со старшинством с 25 марта 1917 года. Участвовал в боях против войск Австрии и Германии. 20 июля 1917 года был ранен в обе ноги.
После Октябрьской революции выбрал сторону белых. В марте 1919 года прибыл в Эстонию, в Таллин, где был назначен командиром формирующегося Западно-Ингерманландского батальона. Принял участие в наступлении Северного корпуса на Петроград в мае-июне 1919 года. Погиб в бою у стен крепости Копорье при попытке штурмом овладеть ею.

### Чины
- Прапорщик (23.03.1916)
- Подпоручик (10.09.1916)
- Поручик (12.12.1916)
- Штабс-капитан (06.07.1917)

### Награды
- Георгиевское оружие (25.05.1917)[6][5]